# Walani
Walani (o Walan, Walani Colliery) è una suddivisione dell'India, classificata come census town, di 10.716 abitanti, situata nel distretto di Nagpur, nello stato federato del Maharashtra. In base al numero di abitanti la città rientra nella classe IV (da 10.000 a 19.999 persone).

## Geografia fisica
La città è situata a 21° 19' 50 N e 79° 05' 42 E.

## Società

### Evoluzione demografica
Al censimento del 2001 la popolazione di Walani assommava a 10.716 persone, delle quali 5.646 maschi e 5.070 femmine. I bambini di età inferiore o uguale ai sei anni assommavano a 1.390, dei quali 735 maschi e 655 femmine. Infine, coloro che erano in grado di saper almeno leggere e scrivere erano 8.025, dei quali 4.518 maschi e 3.507 femmine.